# Oscar Vazquez-Dyer
Oscar Vazquez-Dyer (...) è un ex giocatore di football americano e allenatore di football americano statunitense che ha giocato come linebacker.